# Jagoš Vuković
Jagoš Vuković (sârbă Jaгoш Bукoвић) (n. 10 iunie 1988, Titov Vrbas, Iugoslavia) este un fotbalist sârb aflat sub contract cu Torku Konyaspor.